# فهرست آثار ملی شهرستان ازنا
شهرستان ازنا یکی از شهرستانهای استان لرستان است. مرکز این شهرستان، شهر ازنا است. این شهر در دشت وسیع جاپلق جا دارد. شهرستان ازنا از جنوب به اشترانکوه و سفیدکوه از غرب به دربند و چشمه قل‌قل و تیان و شهرستان دورود، از شرق و شمال به امامزاده قاسم و مؤمن‌آباد در دشت فرزیان و شهرستان شازند و شهرستان خمین و از شرق به شهرستان الیگودرز محدود است.

## آثار ثبت‌شده
| ردیف | نام اثر                       | نگاره          | دیرینگی                                                        | موقعیت                                                                                      | شمارهٔ ثبت | تاریخ ثبت  | منبع  |
| ---- | ----------------------------- | -------------- | -------------------------------------------------------------- | ------------------------------------------------------------------------------------------- | --------- | ---------- | ----- |
| ۱    | تپه کنار خط آهن ازنا گرجی     |                | پیش از تاریخ ـ تاریخی ـ اسلامی                                 | ۱۰۰ متری شمال خط آهن ازنا                                                                   | ۴۳۵۱      | ۱۳۸۰/۰۹/۰۵ | [ ۱ ] |
| ۲    | قلعه خرابه ازنا               | بارگذاری تصویر | پیش از تاریخ ـ تاریخی ـ اسلامی                                 | نزدیک پارک شهید بهشتی ۳۶°۹′۱۶٫۳۴″ شمالی ۵۴°۲۳′۵٫۸۶″ شرقی / ۳۶٫۱۵۴۵۳۸۹°شمالی ۵۴٫۳۸۴۹۶۱۱°شرقی | ۴۳۸۵      | ۱۳۸۰/۰۹/۰۵ | [ ۲ ] |
| ۳    | تپه هندرسلطان‌آباد             |                | تاریخی ـ اسلامی                                                | ۳۰۰ متری روستای هندرسلطان آباد                                                              | ۴۳۸۶      | ۱۳۸۰/۰۹/۰۵ |       |
| ۴    | تپه شیخ ابراهیم               |                | پیش از تاریخ ـ اسلامی                                          | روستای تمبک                                                                                 | ۴۷۰۶      | ۱۳۸۰/۱۰/۱۱ |       |
| ۵    | قلعه اربابی روستای سیدآباد    |                | اواخر قاجار                                                    | روستای سیدآباد                                                                              | ۴۸۷۴      | ۱۳۸۰/۱۲/۱۹ |       |
| ۶    | تپه چغا سیدی الف              |                | تاریخی ـ اسلامی                                                | دو کیلومتری جنوب روستای دولت‌آباد                                                            | ۱۵۶۶۹     | ۱۳۸۵/۰۵/۰۸ |       |
| ۷    | تپه تخم مرغی                  |                | پیش از تاریخ تا اسلامی                                         | ۲۰۰ م شمال روستای زرنان                                                                     | ۱۵۶۷۰     | ۱۳۸۵/۰۵/۰۸ |       |
| ۸    | تپه چغاوله                    |                | پیش از تاریخ تا اسلامی                                         | دو کیلومتری شمال غرب روستای اشرف آباد                                                       | ۱۵۶۷۱     | ۱۳۸۵/۰۵/۰۸ |       |
| ۹    | چغا سیدی ب                    |                | تاریخی ـ اسلامی                                                | دو کیلومتری جنوب روستای دولت‌آباد                                                            | ۱۵۶۷۲     | ۱۳۸۵/۰۵/۰۸ |       |
| ۱۰   | محوطه قاسم‌آباد                |                | تا ریخی تا اسلامی                                              | روستای متروکه قاسم‌آباد                                                                      | ۱۵۶۷۳     | ۱۳۸۵/۰۵/۰۸ |       |
| ۱۱   | تپه لمس ب                     |                | پیش از تاریخ ـ تاریخی                                          | یک کیلومتری شمال شرق روستای متروکه لمس                                                      | ۱۵۶۷۴     | ۱۳۸۵/۰۵/۰۸ |       |
| ۱۲   | تپه چغا سیدی C                |                | تاریخی ـ اسلامی                                                | دو کیلومتری جنوب روستای دولت‌آباد                                                            | ۱۵۶۷۵     | ۱۳۸۵/۰۵/۰۸ |       |
| ۱۳   | تپه لمس د                     |                | تاریخی                                                         | ۱/۵ کیلومتری شمال شرق روستای متروکه لمس                                                     | ۱۵۶۷۶     | ۱۳۸۵/۰۵/۰۸ |       |
| ۱۴   | تپه لمس الف                   |                | پیش ازتاریخ ـ تاریخی                                           | دهسان پاچه لک غربی، یک کیلومتری شمال شرقی روستای متروکه لمس                                 | ۱۵۶۷۷     | ۱۳۸۵/۰۵/۰۸ |       |
| ۱۵   | تپه چغا قونی                  |                | پیش از تاریخ تا اسلامی                                         | ۱ کیلومتری جاده شهر ازنا به دولت‌آباد                                                        | ۱۵۶۷۸     | ۱۳۸۵/۰۵/۰۸ |       |
| ۱۶   | تپه امامزاده                  |                | پیش ازتاریخ                                                    | ۸۰۰ م شرق روستای مرزیان                                                                     | ۱۵۶۷۹     | ۱۳۸۵/۰۵/۰۸ |       |
| ۱۷   | تپه فتح‌آباد                   |                | پیش ازتاریخ تا اسلامی                                          | یک کیلومتری غرب روستای علی‌آباد                                                              | ۱۵۶۸۰     | ۱۳۸۵/۰۵/۰۸ |       |
| ۱۸   | تپه و باغ آموزش و پرورش جنوبی |                | تاریخی                                                         | ۲۰۰ م جنوب و شرق روستای مرزیان                                                              | ۱۵۶۸۱     | ۱۳۸۵/۰۵/۰۸ |       |
| ۱۹   | تپه مش رضا                    |                | تاریخی                                                         | ۱ کیلومتری جاده شهر ازنا به دولت‌آباد                                                        | ۱۵۶۸۲     | ۱۳۸۵/۰۵/۰۸ |       |
| ۲۰   | تپه بوالحسنی                  |                | پیش از تاریخ ـ تاریخی                                          | یک کیلومتری شمال روستای زرنان                                                               | ۱۵۶۸۳     | ۱۳۸۵/۰۵/۰۸ |       |
| ۲۱   | تپه سبر                       |                | تاریخی ـ اسلامی                                                | روستای برجله، دو کیلومتری کنار جاده ازنا، دولت‌آباد                                          | ۱۵۶۸۴     | ۱۳۸۵/۰۵/۰۸ |       |
| ۲۲   | تپه خرابه                     |                | تاریخی ـ اسلامی                                                | ۴۰۰ م شرق روستای مرزیان                                                                     | ۱۵۶۸۵     | ۱۳۸۵/۰۵/۰۸ |       |
| ۲۳   | تپه مومیایی                   |                | پیش از تاریخ تا اسلامی                                         | روستای گرجی                                                                                 | ۱۵۶۸۷     | ۱۳۸۵/۰۵/۰۸ |       |
| ۲۴   | تپه عیسوند                    |                | تاریخی ـ اسلامی                                                | روستای سلطان آباد                                                                           | ۱۵۶۸۸     | ۱۳۸۵/۰۵/۰۸ |       |
| ۲۵   | تپه چشمه سلطان                |                | تاریخی ـ اسلامی                                                | روستای چشمه سلطان                                                                           | ۱۵۶۸۹     | ۱۳۸۵/۰۵/۰۸ |       |
| ۲۶   | محوطه روستای چغازال           |                | تاریخی ـ اسلامی                                                | ۸۰۰ م شمال روستای برجله                                                                     | ۱۵۶۹۰     | ۱۳۸۵/۰۵/۰۸ |       |
| ۲۷   | تپه علی‌آباد                   |                | پیش از تاریخ تا اسلامی                                         | روستای علی‌آباد                                                                              | ۱۵۶۹۱     | ۱۳۸۵/۰۵/۰۸ |       |
| ۲۸   | تپه قبرستان قاسم‌آباد          |                | تاریخی                                                         | ۲۰۰ م شرق روستای قاسم‌آباد                                                                   | ۱۵۶۹۲     | ۱۳۸۵/۰۵/۰۸ |       |
| ۲۹   | تپه سلطان‌آباد                 |                | تاریخی ـ اسلامی ـ قرون اولیه اسلامی                            | یک کیلومتری شمال شرقی روستای سلطان آباد                                                     | ۱۶۹۹۱     | ۱۳۸۵/۱۱/۰۸ |       |
| ۳۰   | تپه آقا میرزا آغا             |                | کالکولتیک ـ تاریخی                                             | ۱/۵ کیلومتری شمال غربی روستای اشرف آباد                                                     | ۱۶۹۹۲     | ۱۳۸۵/۱۱/۰۸ |       |
| ۳۱   | تپه چغاموشان                  |                | کالکولتیک ـ تاریخی ـ قرون اولیه اسلامی                         | حدود ۱/۷ کیلومتری جنوب غرب شهر کالمهدی                                                      | ۱۷۰۸۷     | ۱۳۸۵/۱۱/۰۸ |       |
| ۳۲   | تپه محمودی جنوبی              |                | تاریخی ـ اسلامی قرون ۷ و ۸ هجری قمری                           | حدود ۱/۵ کیلومتری شمال شرق روستای قاسم‌آباد                                                  | ۱۷۰۸۸     | ۱۳۸۵/۱۱/۰۸ |       |
| ۳۳   | تپه میدان علی‌آباد             |                | تاریخی و اسلامی ـ قرون ۷ و ۸ ق                                 | ۵۰۰ م جنوب روستای علی‌آباد                                                                   | ۱۷۰۹۴     | ۱۳۸۵/۱۱/۰۸ |       |
| ۳۴   | تپه چال چغا ۲                 |                | تاریخی ـ قرون میانی اسلامی                                     | ۱۳۰ م شرق جاده آسفالته شهر ازنا به دولت‌آباد                                                 | ۱۷۰۹۵     | ۱۳۸۵/۱۱/۰۸ |       |
| ۳۵   | تپه درازه                     |                | قرون اولیه و میانه اسلامی                                      | ۳۰۰ م غرب روستای برجله                                                                      | ۱۷۱۵۹     | ۱۳۸۵/۱۱/۲۳ |       |
| ۳۶   | تپه مکی‌آباد                   |                | تاریخی                                                         | حدود ۱/۵ کیلومتری جنوب شهرک المهدی                                                          | ۱۷۱۶۰     | ۱۳۸۵/۱۱/۲۳ |       |
| ۳۷   | تپه محمودی شمالی              |                | تاریخی ـ قرون ۶ تا ۸ ه‍.ق                                        | ۱/۵ ک. م جنوب شرقی روستای متروکه قاسم‌آباد                                                   | ۱۷۱۶۱     | ۱۳۸۵/۱۱/۲۳ |       |
| ۳۸   | تپه چم زمان                   |                | تاریخی                                                         | شهرستنا ازنا، دو کیلومتری شمال شرقی روستای دره تخت                                          | ۱۷۱۶۲     | ۱۳۸۵/۱۱/۲۳ |       |
| ۳۹   | تپه باغ                       |                | تاریخی                                                         | حدود ۸۰۰ م جنوب شهرک المهدی، کنار جاده                                                      | ۱۷۱۶۳     | ۱۳۸۵/۱۱/۲۳ |       |
| ۴۰   | تپه لمس ج                     |                | تاریخی                                                         | حدود ۱/۵ کیلومتری شمال شرقی روستای متروکه لمس                                               | ۱۷۱۶۴     | ۱۳۸۵/۱۱/۲۳ |       |
| ۴۱   | تپه سه تپه                    |                | تاریخی ـ قرون اولیه اسلامی ـ قرون ۳ تا ۶ ه‍.ق                    | ۳۰۰ م شمال غرب روستای زرنان                                                                 | ۱۷۱۶۵     | ۱۳۸۵/۱۱/۲۳ |       |
| ۴۲   | تپه چغازاد                    |                | کالکولتیک ـ تاریخی ـ قرون میانه اسلامی                         | ۵۰۰ م جنوب روستای علی‌آباد                                                                   | ۱۷۱۶۶     | ۱۳۸۵/۱۱/۲۳ |       |
| ۴۳   | تپه توکه                      |                | تاریخی                                                         | دو کیلومتری جنوب غربی روستای برجله                                                          | ۱۷۱۶۷     | ۱۳۸۵/۱۱/۲۳ |       |
| ۴۴   | تپه رودخانه شرقی              |                | کالکولتیک ـ مفرغ ـ تاریخی ـ قرون اولیه اسلامی                  | ۷۰۰ م شمال روستای قاسم‌آباد                                                                  | ۱۷۱۶۸     | ۱۳۸۵/۱۱/۲۳ |       |
| ۴۵   | تپه مرزبان                    |                | تاریخی                                                         | ۵۰۰ م شمال روستای برجله                                                                     | ۱۷۱۶۹     | ۱۳۸۵/۱۱/۲۳ |       |
| ۴۶   | تپه مش امیر                   |                | کالکولتیک ـ تاریخی ـ قرون اولیه اسلامی                         | یک کیلومتری شرق روستای برجله                                                                | ۱۷۲۶۹     | ۱۳۸۵/۱۱/۲۳ |       |
| ۴۷   | تپه حاج آبراهیم               |                | تاریخی ـ قرون ۷ و ۸ ه‍.ق                                         | ۷۰۰ م جنوب غربی روستای هندر                                                                 | ۱۷۲۷۰     | ۱۳۸۵/۱۱/۲۳ |       |
| ۴۸   | تپه دیوانه                    |                | تاریخی                                                         | ۱/۲۰۰ کیلومتری جنوب شرقی روستای تمبک                                                        | ۱۸۲۶۹     | ۱۳۸۵/۱۲/۲۸ |       |
| ۴۹   | شیخ ابراهیم                   |                | پیش از تاریخ ـ قرون اولیه اسلامی                               | ۴۰۰ م شمال شرقی روستای تمبک                                                                 | ۱۸۲۷۰     | ۱۳۸۵/۱۲/۲۸ |       |
| ۵۰   | درالوند                       |                | تاریخی                                                         | یک کیلومتری شرق روستای طیان                                                                 | ۱۸۲۷۱     | ۱۳۸۵/۱۲/۲۸ |       |
| ۵۱   | سرحمام                        |                | تاریخی                                                         | ۱/۵۰۰ کیلومتری جنوب روستای تمبک                                                             | ۱۸۲۷۲     | ۱۳۸۵/۱۲/۲۸ |       |
| ۵۲   | هموار ۳                       |                | تاریخی ـ قرون اولیه اسلامی                                     | دو کیلومتری شمال شرقی روستای کمری                                                           | ۱۸۲۷۳     | ۱۳۸۵/۱۲/۲۸ |       |
| ۵۳   | سه سله                        |                | تاریخی (اشکانی)                                                | ۶۰۰ م شمال شرقی روستای باغموری                                                              | ۱۸۲۷۴     | ۱۳۸۵/۱۲/۲۸ |       |
| ۵۴   | تپه گلمبه                     |                | آغاز تاریخی ـ قرون اولیه اسلامی                                | ۴۵۰ م جنوب روستای برجله                                                                     | ۱۸۲۷۵     | ۱۳۸۵/۱۲/۲۸ |       |
| ۵۵   | تپه چغالته                    |                | تاریخی ـ قرون میانی اسلامی                                     | ۵۰۰ م جنوب روستای گرجی                                                                      | ۱۸۲۷۶     | ۱۳۸۵/۱۲/۲۸ |       |
| ۵۶   | سرچشمه                        |                | پیش از تاریخ ـ تاریخی                                          | ۱/۵ کیلومتری شمال روستای اشرف آباد                                                          | ۱۸۲۷۷     | ۱۳۸۵/۱۲/۲۸ |       |
| ۵۷   | کله غلوم                      |                | پیش از تاریخ تا اسلامی                                         | ۱/۸۰۰ کیلومتری شمال غربی روستای علی‌آباد                                                     | ۱۸۲۷۸     | ۱۳۸۵/۱۲/۲۸ |       |
| ۵۸   | چال چغا ۵                     |                | هخامنشی                                                        | حدود ۳۷۰ م شرق جاده آسفالته شهر ازنا                                                        | ۱۸۲۷۹     | ۱۳۸۵/۱۲/۲۸ |       |
| ۵۹   | چغالته ۲                      |                | تاریخی                                                         | ۲۵۰ م جنوب روستای گرجی                                                                      | ۱۸۲۸۰     | ۱۳۸۵/۱۲/۲۸ |       |
| ۶۰   | کلکله                         |                | تاریخی                                                         | ۴۰۰ م شمال غربی روستای کلکله                                                                | ۱۸۲۸۱     | ۱۳۸۵/۱۲/۲۸ |       |
| ۶۱   | میان تپه                      |                | تاریخی                                                         | ۶۵۰ م جنوب روستای تمبک                                                                      | ۱۸۲۸۲     | ۱۳۸۵/۱۲/۲۸ |       |
| ۶۲   | تپه پاچغا                     |                | تاریخی ـ پارت ـ ساسانی                                         | ۸۰۰ م شمال روستای طیان                                                                      | ۱۸۲۸۳     | ۱۳۸۵/۱۲/۲۸ |       |
| ۶۳   | تپه رنگرز                     |                | اواخر ساسانی و اوایل اسلامی                                    | حدود یک کیلومتری جنوب روستای هشه بید                                                        | ۱۸۲۸۴     | ۱۳۸۵/۱۲/۲۸ |       |
| ۶۴   | تپه رحمت                      |                | تاریخی                                                         | ۱۰۰ م غرب روستای برجله                                                                      | ۱۸۲۸۵     | ۱۳۸۵/۱۲/۲۸ |       |
| ۶۵   | چغازال                        |                | آهن III                                                        | ۱/۲۰۰ کیلومتری جنوب غربی روستای برجله                                                       | ۱۸۲۸۶     | ۱۳۸۵/۱۲/۲۸ |       |
| ۶۶   | تپه قلاع بردی                 |                | قرون میانی اسلامی                                              | ۱/۳۰۰ کیلومتری جنوب روستای تمبک                                                             | ۱۸۲۸۷     | ۱۳۸۵/۱۲/۲۸ |       |
| ۶۷   | تپه منیرآباد                  |                | تاریخی ـ قرون میانی اسلامی ـ اسلامی                            | یک کیلومتری شمال غربی روستای پازردآلو                                                       | ۱۸۲۸۸     | ۱۳۸۵/۱۲/۲۸ |       |
| ۶۸   | چال چغا ۴                     |                | تاریخی                                                         | ۳۵۰ م شرق جاده آسفالته شهر ازنا، روستای دولت‌آباد                                            | ۱۸۲۸۹     | ۱۳۸۵/۱۲/۲۸ |       |
| ۶۹   | تپه جوی آسیاب                 |                | تاریخی ـ آهن III                                               | حدود ۷۰۰ م جنو ب غربی روستای اشرف آباد                                                      | ۱۸۲۹۴     | ۱۳۸۵/۱۲/۲۸ |       |
| ۷۰   | تپه قلاع بردی                 |                | تاریخی ـ اسلامی                                                | ۱/۵ کیلومتری جنوب شرق روستای دربند                                                          | ۱۸۳۱۸     | ۱۳۸۵/۱۲/۲۸ |       |
| ۷۱   | دامون ده                      |                | تاریخی                                                         | ۷۵۰ م شمال غربی روستای علی‌آباد                                                              | ۱۸۳۱۹     | ۱۳۸۵/۱۲/۲۸ |       |
| ۷۲   | تپه کاعد عباسی                |                | پیش از تاریخ ـ تاریخی                                          | ۸۰۰ م جنوب غربی روستای دربند                                                                | ۱۸۳۲۰     | ۱۳۸۵/۱۲/۲۸ |       |
| ۷۳   | شیخ ابراهیم ۳                 |                | تاریخی (آهن III)                                               | ۴۵۰ م شمال شرقی روستای تمبک                                                                 | ۱۸۳۲۱     | ۱۳۸۵/۱۲/۲۸ |       |
| ۷۴   | شیخ ابراهیم ۲                 |                | تاریخی                                                         | ۴۵۰ م شمال شرقی روستای تمبک                                                                 | ۱۸۳۲۲     | ۱۳۸۵/۱۲/۲۸ |       |
| ۷۵   | تپه پهلوکوه                   |                | تاریخی                                                         | ۱/۵ کیلومتری شرق روستای دربند                                                               | ۱۸۳۲۳     | ۱۳۸۵/۱۲/۲۸ |       |
| ۷۶   | تپه چشمه میرزا شرقی           |                | تاریخی                                                         | ۲۵۰ م شرق روستای طیان                                                                       | ۱۸۳۲۴     | ۱۳۸۵/۱۲/۲۸ |       |
| ۷۷   | رودخانه غربی                  |                | پیش از تاریخ                                                   | دو کیلومتری جنوب شهرک المهدی                                                                | ۱۸۳۲۵     | ۱۳۸۵/۱۲/۲۸ |       |
| ۷۸   | چال چغا ۱                     |                | پیش از تاریخ ـ تاریخی                                          | ۱۰۰ م شرق جاده آسفالته شهر ازنا، روستای دولت‌آباد                                            | ۱۸۳۲۶     | ۱۳۸۵/۱۲/۲۸ |       |
| ۷۹   | کیوارزار                      |                | تاریخی                                                         | حدود ۹۰۰ م غرب روستای گرجی                                                                  | ۱۸۳۲۷     | ۱۳۸۵/۱۲/۲۸ |       |
| ۸۰   | تپه محمودآباد                 |                | پیش از تاریخ ـ آغاز تاریخی                                     | یک کیلومتری غرب روستای محمودآباد                                                            | ۱۸۳۲۸     | ۱۳۸۵/۱۲/۲۸ |       |
| ۸۱   | هموار ۲                       |                | پیش از تاریخ تا قرون اولیه اسلامی                              | دو کیلومتری شمال شرقی روستای کمری                                                           | ۱۸۳۲۹     | ۱۳۸۵/۱۲/۲۸ |       |
| ۸۲   | هموار ۱                       |                | پیش از تاریخی (کالکولتیک)                                      | دو کیلومتری شمال شرقی روستای کمری                                                           | ۱۸۳۳۰     | ۱۳۸۵/۱۲/۲۸ |       |
| ۸۳   | تپه انتکا                     |                | تاریخی ـ قرون اولیه اسلامی                                     | ۲۰۰ م جنوب روستای برجله                                                                     | ۱۸۳۳۱     | ۱۳۸۵/۱۲/۲۸ |       |
| ۸۴   | تپه مهدی                      |                | تاریخی                                                         | ۱/۴۰۰ کیلومتری جنوب روستای زرنان                                                            | ۱۸۳۳۲     | ۱۳۸۵/۱۲/۲۸ |       |
| ۸۵   | پیزل کوه                      |                | ساسانی                                                         | ۱/۴۰۰ کیلومتری جنوب روستای دربند                                                            | ۱۸۳۳۳     | ۱۳۸۵/۱۲/۲۸ |       |
| ۸۶   | تپه زیر بید                   |                | تاریخی ـ قرون میانی اسلامی                                     | ۷۵۰ م جنوب غربی روستای دربند                                                                | ۱۸۳۳۴     | ۱۳۸۵/۱۲/۲۸ |       |
| ۸۷   | تپه هول روباه                 |                | پیش از تاریخ ـ تاریخی ـ هزاره پنجم و تاریخی                    | ۲/۷۰۰ کیلومتری شمال روستای دولت‌آباد                                                         | ۱۸۳۳۵     | ۱۳۸۵/۱۲/۲۸ |       |
| ۸۸   | تپه پشت محبس ۱                |                | آهن ـ اشکانی                                                   | یک کیلومتری شمال شرق روستای مرزیان                                                          | ۱۹۵۵۱     | ۱۳۸۶/۰۶/۲۸ |       |
| ۸۹   | تپه مرزیان                    |                | اشکانی ـ ساسانی ـ قرون اولیه اسلامی                            | دو کیلومتری جنوب غربی روستای فرزیان                                                         | ۲۰۰۵۹     | ۱۳۸۶/۰۸/۲۲ |       |
| ۹۰   | تپه تیغستون ۳                 |                | آهن ـ تاریخی                                                   | ۱/۵ کیلومتری شمال شرقی روستای مرزیان                                                        | ۲۰۰۶۰     | ۱۳۸۶/۰۸/۲۲ |       |
| ۹۱   | تپه بندوا                     |                | اشکانی ـ ساسانی                                                | ۱/۷ کیلومتری شمال روستای فرزیان                                                             | ۲۰۰۶۲     | ۱۳۸۶/۰۸/۲۲ |       |
| ۹۲   | تپه زرین                      |                | آغاز نگارش ـ اشکانی ـ ساسانی ـ صفویه                           | ۲/۵ کیلومتری شمال غربی روستای فرزیان                                                        | ۲۰۰۶۳     | ۱۳۸۶/۰۸/۲۲ |       |
| ۹۳   | تپه تیغستون ۴                 |                | آهن ـ اشکانی                                                   | ۱/۶ کیلومتری شمال شرقی روستای مرزیان                                                        | ۲۰۰۶۴     | ۱۳۸۶/۰۸/۲۲ |       |
| ۹۴   | تپه چغاموشان                  |                | قرون اولیه و میانه اسلامی                                      | ۱۲۰ م جنوب روستای چغاموشان                                                                  | ۲۰۰۶۵     | ۱۳۸۶/۰۸/۲۲ |       |
| ۹۵   | تپه کهریز                     |                | اشکانی                                                         | ۱/۱ کیلومتری شمال شرقی روستای چرخستان                                                       | ۲۰۰۶۶     | ۱۳۸۶/۰۸/۲۲ |       |
| ۹۶   | تپه لانه روباه                |                | آهن ـ تاریخی                                                   | ۴۰۰ م شرق روستای عباس‌آباد پشته                                                              | ۲۰۰۶۷     | ۱۳۸۶/۰۸/۲۲ |       |
| ۹۷   | تپه گوگده                     |                | آهن ـ اشکانی                                                   | ۳۰۰ م شرق روستای گوگده                                                                      | ۲۰۰۶۸     | ۱۳۸۶/۰۸/۲۲ |       |
| ۹۸   | تپه تیغستون ۱                 |                | اشکانی                                                         | ۱/۴ کیلومتری شمال شرقی روستای مرزیان                                                        | ۲۰۰۶۹     | ۱۳۸۶/۰۸/۲۲ |       |
| ۹۹   | تپه دالو                      |                | اشکانی ـ قرون اولیه اسلامی                                     | ۳۰۰ م شمال روستای تازه ران                                                                  | ۲۰۰۷۰     | ۱۳۸۶/۰۸/۲۲ |       |
| ۱۰۰  | تپه پشت محبس ۳                |                | آهن ـ اشکانی                                                   | ۷۵۰ م شمال روستای مرزیان                                                                    | ۲۰۰۷۱     | ۱۳۸۶/۰۸/۲۲ |       |
| ۱۰۱  | تپه تیغی ۳                    |                | اشکانی ـ ساسانی ـ قرون اولیه اسلامی                            | ۱/۹ کیلومتری جنوب غربی روستای فرزیان                                                        | ۲۰۰۷۲     | ۱۳۸۶/۰۸/۲۲ |       |
| ۱۰۲  | تپه تیغستون ۶                 |                | اشکانی                                                         | ۱٫۶ کیلومتری شمال شرقی روستای مرزیان                                                        | ۲۰۰۷۳     | ۱۳۸۶/۰۸/۲۲ |       |
| ۱۰۳  | تپه تیغستون ۵                 |                | تاریخی ـ قرون اولیه اسلامی                                     | ۱/۶ کیلومتری شمال شرقی روستای مرزیان                                                        | ۲۰۰۷۵     | ۱۳۸۶/۰۸/۲۲ |       |
| ۱۰۴  | تپه اکبرآباد                  |                | آهن ـ اشکانی ـ ساسانی ـ قرون میانی اسلامی                      | ۸۰۰ م جنوب شرقی روستای شاطر                                                                 | ۲۰۰۷۸     | ۱۳۸۶/۰۸/۲۲ |       |
| ۱۰۵  | تپه پنج زوج                   |                | آهن ـ اشکانی ـ ساسانی ـ قرون میانی اسلامی                      | ۱۷۰ م شمال روستای پنج زوج                                                                   | ۲۰۰۷۹     | ۱۳۸۶/۰۸/۲۲ |       |
| ۱۰۶  | تپه آغ داش                    |                | قرون اولیه اسلامی                                              | ۲/۵ کیلومتری جنوب شرقی روستای فین                                                           | ۲۰۰۸۰     | ۱۳۸۶/۰۸/۲۲ |       |
| ۱۰۷  | تپه تیغستون۲                  |                | آهن ـ اشکانی                                                   | ۱/۵ کیلومتری شمال شرقی روستای مرزیان                                                        | ۲۰۰۸۱     | ۱۳۸۶/۰۸/۲۲ |       |
| ۱۰۸  | تپه چشمه شامد ۱               |                | آهن ـ اشکانی                                                   | ۱/۳ کیلومتری جنوب روستای مداواد                                                             | ۲۰۰۸۲     | ۱۳۸۶/۰۸/۲۲ |       |
| ۱۰۹  | تپه چشمه شامد ۲               |                | آهن و اشکانی                                                   | ۱/۲ کیلومتری جنوب روستای مداواد                                                             | ۲۰۰۸۳     | ۱۳۸۶/۰۸/۲۲ |       |
| ۱۱۰  | تپه تیغی ۱                    |                | کالکولتیک ـ اشکانی و ساسانی                                    | دو کیلومتری جنوب غربی روستای فرزیان                                                         | ۲۰۰۸۴     | ۱۳۸۶/۰۸/۲۲ |       |
| ۱۱۱  | تپه فرزیان                    |                | اشکانی ـ ساسانی ـ قرون اولیه و میانه اسلامی                    | ۱۰۰ م جنوب روستای فرزیان                                                                    | ۲۰۰۸۵     | ۱۳۸۶/۰۸/۲۲ |       |
| ۱۱۲  | تپه مد باقربگ                 |                | اشکانی و ساسانی و قرون اولیه اسلامی                            | ۱/۳ کیلومتری شمال روستای شاه وله                                                            | ۲۰۰۸۶     | ۱۳۸۶/۰۸/۲۲ |       |
| ۱۱۳  | تپه چشمه مهدی                 |                | کالکولتیک ـ آهن ـ اشکانی و مغولی                               | ۱/۵ کیلومتری جنوب غربی روستای آقایی                                                         | ۲۰۰۸۷     | ۱۳۸۶/۰۸/۲۲ |       |
| ۱۱۴  | تپه کلبر                      |                | اشکانی ـ قرون متاخر اسلامی                                     | در میان روستای کلبر                                                                         | ۲۰۰۸۸     | ۱۳۸۶/۰۸/۲۲ |       |
| ۱۱۵  | تپه تیغی۲                     |                | تاریخی ـ صدر اسلام                                             | ۱/۹ کیلومتری جنوب غربی روستای فرزیان                                                        | ۲۰۰۸۹     | ۱۳۸۶/۰۸/۲۲ |       |
| ۱۱۶  | تپه مؤمن‌آباد                  |                | کالکولتیک ـ ساسانی                                             | ۶۵۰ م جنوب شرقی شهر مؤمن آباد                                                               | ۲۰۰۹۰     | ۱۳۸۶/۰۸/۲۲ |       |
| ۱۱۷  | تپه بردلیک                    |                | مفرغ و آهن                                                     | ۱/۷ کیلومتری جنوب غربی روستای کلبر                                                          | ۲۰۰۹۱     | ۱۳۸۶/۰۸/۲۲ |       |
| ۱۱۸  | تپه گورستان دوبلوکان          |                | ساسانی                                                         | ۲۰۰ م شمال روستای دوبلوکان                                                                  | ۲۱۱۳۴     | ۱۳۸۶/۱۱/۳۰ |       |
| ۱۱۹  | تپه شنگان                     |                | اشکانی                                                         | ۲۰۰ م شرق روستای شنگان                                                                      | ۲۱۱۳۵     | ۱۳۸۶/۱۱/۳۰ |       |
| ۱۲۰  | تپه حسین‌آباد ۲                |                | قرون اولیه و میانه اسلامی                                      | ۱۱۵۰ م شمال غربی روستای حسین‌آباد                                                            | ۲۱۱۳۶     | ۱۳۸۶/۱۱/۳۰ |       |
| ۱۲۱  | تپه حسین‌آباد ۳                |                | ساسانی ـ قرون اولیه و میانه اسلامی                             | ۱۲۵۰ م شمال غربی حسین‌آباد                                                                   | ۲۱۱۳۷     | ۱۳۸۶/۱۱/۳۰ |       |
| ۱۲۲  | تپه حسین‌آباد ۱                |                | ساسانی                                                         | ۱۱۰۰ م شمال روستای حسین‌آباد                                                                 | ۲۱۱۳۸     | ۱۳۸۶/۱۱/۳۰ |       |
| ۱۲۳  | تپه ور آسیاب                  |                | هخامنشی ـ اشکانی ـ قرون میانه اسلامی                           | یک کیلومتری جنوب روستای باوکی                                                               | ۲۱۱۳۹     | ۱۳۸۶/۱۱/۳۰ |       |
| ۱۲۴  | تپه دو تپه غربی               |                | اشکانی ـ ساسانی                                                | دو کیلومتری شمال غربی روستای مد آباد                                                        | ۲۱۱۴۰     | ۱۳۸۶/۱۱/۳۰ |       |
| ۱۲۵  | گاو تپه بار علیا ۲            |                | مفرغ ـ هخامنشی ـ اشکانی                                        | ۱۳۰۰ م جنوب شرقی روستای گاو بار علیا                                                        | ۲۱۱۴۱     | ۱۳۸۶/۱۱/۳۰ |       |
| ۱۲۶  | تپه گورستان شنگان             |                | اشکانی                                                         | ۱۵۰ م شمال روستای شنگان                                                                     | ۲۱۳۲۶     | ۱۳۸۶/۱۲/۰۷ |       |
| ۱۲۷  | تپه مرخ ۲                     |                | اشکانی ـ ساسانی                                                | در فاصلهٔ ۳ کیلومتری جنوب شرقی روستای گنجه                                                   | ۲۱۳۲۷     | ۱۳۸۶/۱۲/۰۷ |       |
| ۱۲۸  | تپه مرخ ۱                     |                | نوسنگی تا کالکولتیک                                            | ۲۵۰۰ م شرق روستای گنجه                                                                      | ۲۱۳۲۸     | ۱۳۸۶/۱۲/۰۷ |       |
| ۱۲۹  | تپه گورستان گنجه              |                | اشکانی ـ قرون اولیه اسلامی                                     | ۲۵۰ م جنوب روستای گنجه                                                                      | ۲۱۳۲۹     | ۱۳۸۶/۱۲/۰۷ |       |
| ۱۳۰  | تپه تاجی‌آباد ۲                |                | مفرغ                                                           | ۹۰۰ م غرب روستای امامزاده قاسم                                                              | ۲۱۳۳۰     | ۱۳۸۶/۱۲/۰۷ |       |
| ۱۳۱  | تپه گنجه ۱                    |                | ساسانی                                                         | ۷۰ م غرب روستای گنجه                                                                        | ۲۱۳۳۱     | ۱۳۸۶/۱۲/۰۷ |       |
| ۱۳۲  | تپه نفرون                     |                | کالکولتیک ـ آهن ـ قرون میانه اسلامی                            | ۸۵۰ م جنوب غربی روستای امامزاده                                                             | ۲۱۳۳۲     | ۱۳۸۶/۱۲/۰۷ |       |
| ۱۳۳  | تپه شاه ۱                     |                | اشکانی ـ قرون اولیه و میانه اسلامی                             | ۲۰ م جنوب و جنوب غربی روستای گنجه                                                           | ۲۱۳۳۳     | ۱۳۸۶/۱۲/۰۷ |       |
| ۱۳۴  | تپه بزرگ                      |                | ساسانی ـ قرون اولیه اسلامی                                     | ۲۵۰ م غرب روستای کرتیلان                                                                    | ۲۱۳۴۰     | ۱۳۸۶/۱۲/۰۷ |       |
| ۱۳۵  | تپه شاه ۲                     |                | اشکانی تا قرون میانه اسلامی                                    | ۵۰ م جنوب و جنوب غربی روستای گنجه                                                           | ۲۱۳۴۱     | ۱۳۸۶/۱۲/۰۷ |       |
| ۱۳۶  | تپه کوچک فین                  |                | کالکولتیک ـ اشکانی ـ قرون میانه اسلامی                         | دو کیلومتری جنوب روستای متروکه فین                                                          | ۲۱۳۴۲     | ۱۳۸۶/۱۲/۰۷ |       |
| ۱۳۷  | تپه سبز سیدآباد               |                | آهن ـ هخامنشی ـ اشکانی                                         | ۵۵۰ م غرب روستای سیدآباد                                                                    | ۲۱۳۴۳     | ۱۳۸۶/۱۲/۰۷ |       |
| ۱۳۸  | تپه کاعد محمد                 |                | مفرغ ـ هخامنشی ـ اشکانی                                        | ۷۰۰ م جنوب شهر ازنا                                                                         | ۲۱۳۴۴     | ۱۳۸۶/۱۲/۰۷ |       |
| ۱۳۹  | تپه برزین‌آباد                 |                | نوسنگی ـ کالکولتیک ـ اشکانی ـ ساسانی                           | ۳۵۰ م غرب روستای برناباد                                                                    | ۲۱۳۴۵     | ۱۳۸۶/۱۲/۰۷ |       |
| ۱۴۰  | تپه هشه‌بید                    |                | مفرغ ـ آهن ـ ساسانی ـ قرون اولیه اسلامی                        | روستای هشه بید                                                                              | ۲۱۳۴۶     | ۱۳۸۶/۱۲/۰۷ |       |
| ۱۴۱  | تپه چغازاغه ۱                 |                | ساسانی ـ قرون میانه اسلامی                                     | ۱/۸ کیلومتری شمال غربی روستای متروکه جوی آسیاب                                              | ۲۱۳۴۷     | ۱۳۸۶/۱۲/۰۷ |       |
| ۱۴۲  | تپه برزو                      |                | اشکانی ـ ساسانی                                                | ۵۰۰ م شمال غربی روستای سیوله                                                                | ۲۱۳۴۸     | ۱۳۸۶/۱۲/۰۷ |       |
| ۱۴۳  | تپه دره تخت                   |                | مفرغ ـ قرون اولیه و میانه اسلامی                               | ۱/۵ کیلومتری شمال شرقی روستای دره تخت                                                       | ۲۱۳۴۹     | ۱۳۸۶/۱۲/۰۷ |       |
| ۱۴۴  | تپه قلعه گاویار علیا          |                | کالکولتیک ـ مفرغ ـ آهن ـ قرون اولیه، میانه و متاخر اسلامی      | چسبیده به ضلع شمال شرقی روستای گاوبار علیا                                                  | ۲۱۳۵۰     | ۱۳۸۶/۱۲/۰۷ |       |
| ۱۴۵  | تپه حسین قلی                  |                | ساسانی                                                         | ۱/۳ کیلومتری شمال روستای دولت‌آباد                                                           | ۲۱۳۵۱     | ۱۳۸۶/۱۲/۰۷ |       |
| ۱۴۶  | تپه گنجه ۲                    |                | اشکانی ـ قرون اولیه اسلامی                                     | ۳۰۰ م غرب روستای گنجه                                                                       | ۲۱۳۷۱     | ۱۳۸۶/۱۲/۰۷ |       |
| ۱۴۷  | تپه اولاگلال                  |                | مفرغ ـ آهن ـ هخامنشی ـ اشکانی ـ قرون متاخر اسلامی              | دو کیلومتری جنوب غربی روستای شورچه                                                          | ۲۱۳۷۲     | ۱۳۸۶/۱۲/۰۷ |       |
| ۱۴۸  | تپه مدآباد ۲                  |                | مفرغ ـ اشکانی                                                  | ۱۰۰م جنوب روستای مدآباد                                                                     | ۲۱۳۷۳     | ۱۳۸۶/۱۲/۰۷ |       |
| ۱۴۹  | تپه مدآباد ۳                  |                | مفرغ ـ آهن ـ اشکانی                                            | ۱۵۰م جنوب روستای مدآباد                                                                     | ۲۱۳۷۴     | ۱۳۸۶/۱۲/۰۷ |       |
| ۱۵۰  | تپه ولمه ۱                    |                | آهن ـ اشکانی                                                   | ۱۲۵۰ م شمال شرقی روستای گنجه                                                                | ۲۱۳۷۵     | ۱۳۸۶/۱۲/۰۷ |       |
| ۱۵۱  | تپه گاو بار علیا ۱            |                | مفرغ ـ آهن ـ اشکانی                                            | ۲۰۰ م غرب روستای گاو بار علیا                                                               | ۲۱۳۷۶     | ۱۳۸۶/۱۲/۰۷ |       |
| ۱۵۲  | تپه مدآباد ۱                  |                | مفرغ ـ آهن                                                     | ۱۰۰ م جنوب روستای مد آباد                                                                   | ۲۱۳۷۷     | ۱۳۸۶/۱۲/۰۷ |       |
| ۱۵۳  | تپه گاو سارا ۱                |                | کالکولتیک ـ مفرغ ـ قرون اولیه و میانه اسلامی                   | ۴۰۰ م جنوب روستای حسین‌آباد                                                                  | ۲۱۳۷۸     | ۱۳۸۶/۱۲/۰۷ |       |
| ۱۵۴  | تپه دو تپه شرقی               |                | ساسانی ـ قرون اولیه و میانه اسلامی                             | دو کیلومتری شمال غربی روستای مد آباد                                                        | ۲۱۳۷۹     | ۱۳۸۶/۱۲/۰۷ |       |
| ۱۵۵  | تپه ولمه ۲                    |                | اشکانی                                                         | ۱۳۰۰ م شمال شرقی روستای گنجه                                                                | ۲۱۳۸۰     | ۱۳۸۶/۱۲/۰۷ |       |
| ۱۵۶  | تپه ولمه ۳                    |                | قرون میانه اسلامی                                              | ۱۳۵۰ م شمال شرقی روستای گنجه                                                                | ۲۱۳۸۱     | ۱۳۸۶/۱۲/۰۷ |       |
| ۱۵۷  | تپه تاجی‌آباد ۱                |                | نوسنگی ـ کالکولتیک ـ هخامنشی ـ قرون اولیه و میانه اسلامی       | ۱۱۰۰ م شمال غربی روستای امامزاده قاسم                                                       | ۲۱۳۹۱     | ۱۳۸۶/۱۲/۰۷ |       |
| ۱۵۸  | تپه قلاع گپ                   |                | نوسنگی ـ کالکولتیک ـ آهن ـ اشکانی ـ ساسانی ـ قرون متاخر اسلامی | در میان بافت قدیمی روستای مسعودآباد                                                         | ۲۱۳۹۲     | ۱۳۸۶/۱۲/۰۷ |       |
| ۱۵۹  | تپه گاو بار سفلی ۲            |                | مفرغ ـ آهن                                                     | ۷۵۰ م شمال روستای گاو بار سفلی                                                              | ۲۱۳۹۳     | ۱۳۸۶/۱۲/۰۷ |       |
| ۱۶۰  | تپه مرخ ۳                     |                | کالکولتیک ـ مفرغ ـ آهن                                         | ۳۳۰۰ م جنوب شرقی روستای گنجه                                                                | ۲۱۳۹۴     | ۱۳۸۶/۱۲/۰۷ |       |
| ۱۶۱  | تپه ناجی‌آباد ۳                |                | آهن ـ اشکانی ـ قرون میانه اسلامی                               | ۸۵۰ م غرب روستای امامزاده قاسم                                                              | ۲۱۳۹۵     | ۱۳۸۶/۱۲/۰۷ |       |
| ۱۶۲  | تپه مرخ ۴                     |                | کالکولتیک ـ قرون میانه اسلامی                                  | شهرتسان ازنا، در فاصله ۳۳۰۰ م جنوب شرقی روستای گنجه                                         | ۲۱۳۹۶     | ۱۳۸۶/۱۲/۰۷ |       |
| ۱۶۳  | تپه گاور سار ۲                |                | مفرغ ـ اشکانی                                                  | ۴۵۰ م جنوب روستای حسین‌آباد                                                                  | ۲۱۳۹۷     | ۱۳۸۶/۱۲/۰۷ |       |
| ۱۶۴  | تپه گاو بار سفلی ۱            |                | مفرغ ـ آهن ـ قرون متاخر اسلامی                                 | ۸۰۰ م شمال شرقی روستای گاو بار سفلی                                                         | ۲۱۳۹۸     | ۱۳۸۶/۱۲/۰۷ |       |
| ۱۶۵  | تپه مرادآباد ۶                |                | کالکولتیک ـ قرون میانه اسلامی                                  | ۴۲۰۰ م شمال شرقی شهرک المهدی                                                                | ۲۱۳۹۹     | ۱۳۸۶/۱۲/۰۷ |       |
| ۱۶۶  | تپه مرادآباد ۱                |                | کالکولتیک ـ اشکانی ـ ساسانی قرون میانه اسلامی                  | ۴ کیلومتری شمال شرقی شهرک المهدی                                                            | ۲۱۴۰۰     | ۱۳۸۶/۱۲/۰۷ |       |
| ۱۶۷  | تپه مرادآباد ۲                |                | کالکولتیک ـ آهن                                                | ۴ کیلومتری شمال شرقی شهرک المهدی                                                            | ۲۱۴۰۱     | ۱۳۸۶/۱۲/۰۷ |       |